# 西陣 (企業)

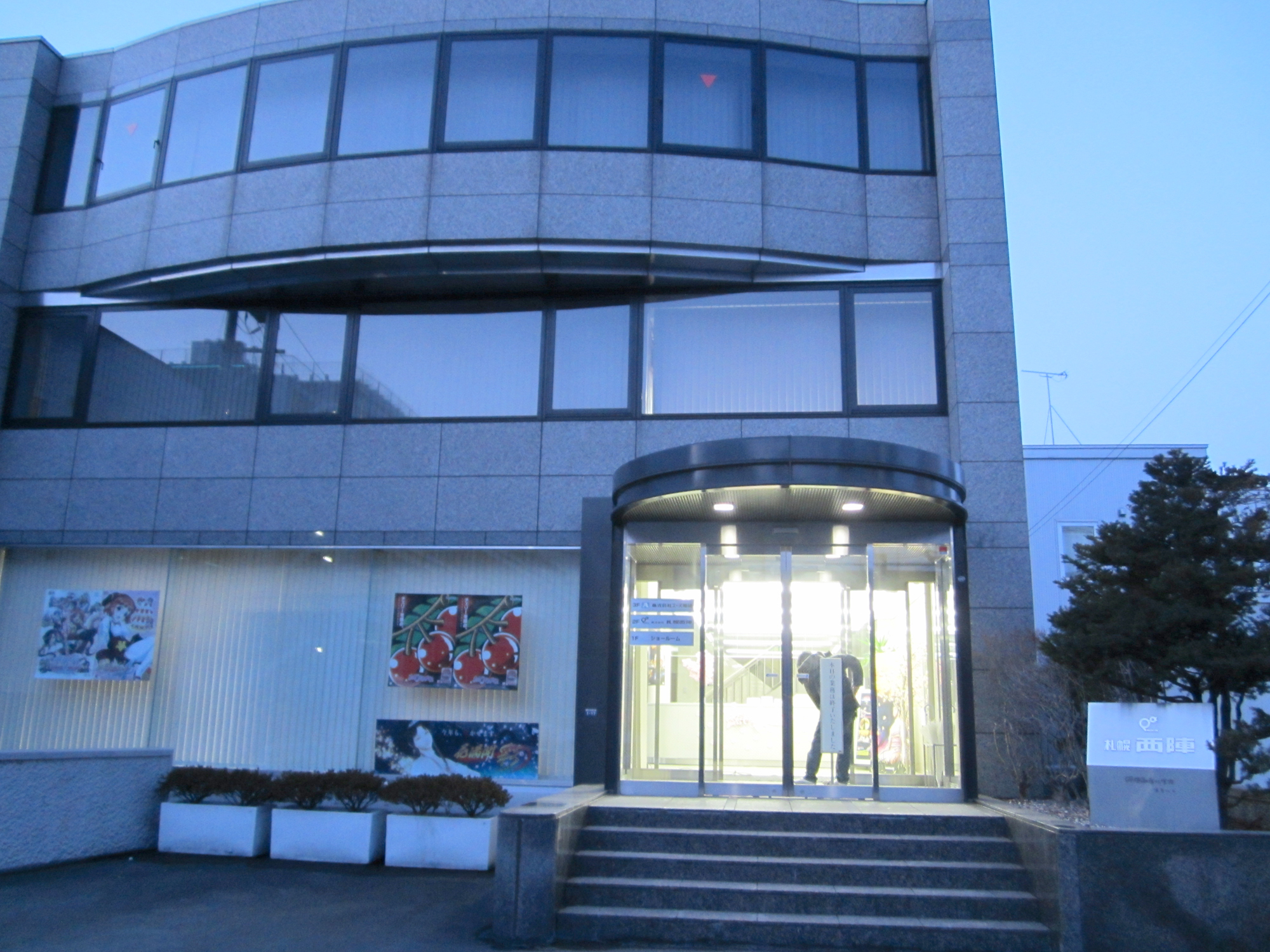
札幌西陣

株式会社西陣（にしじん、英: NISHIJIN）は、かつて存在した日本のパチンコメーカー。
本社は東京都千代田区にあり、東京都台東区、横浜市、さいたま市、千葉市、桐生市などに支店・営業所を持っていた。

## 概要
主に、パチンコ・パチスロ・パチンコ玉補給機を販売。パチンコ機の製造部門はソフィアに分社し、西陣は販売部門に特化していた。
清水一二が友人の井置光男とともに1951年に設立した「清水鋳工所」が起源である。1951年に発表した、桐生織の西陣織を盤面に貼り付けた「丸帯パチンコ」がヒットし、これが「西陣」という社名の由来となった。1960年、パチンコの販売強化のために株式会社西陣を設立した。
西陣の創業者である清水一二社長は、学生時代にバイオリンを弾いており、家業の鉄工所を継いだもののミュージシャンになる夢を捨てきれず、西陣の経営者として成功した後に「ワンツー清水」を名乗り、1965年に西陣社内にジャズバンド「ワンツー清水と宇宙楽団」を結成。宇宙楽団のメンバーは西陣の社員という待遇ながら、映画（『花を喰う蟲』『反逆』など）やイベントに出演するなどセミプロとして活動し、レコードも2枚発売している。1968年にはソ連で公演を行った。この「宇宙楽団」のメンバーの一人が、後に漫画原作者となる牛次郎である。清水社長のワンマンぶりは、牛次郎の作品『鯨魂』の主人公である「銭貫一二三」のモデルとなっている。
かつては、所属する社員全員が本名ではなく、仕事用につけられた変名で活動していた。現在は一部の社員のみが変名で活動している。
2010年から2012年まで、日本女子プロゴルフ協会公認のゴルフトーナメントだったライフカードレディスゴルフトーナメント（開催地は熊本県菊陽町）の冠スポンサーとなり、「西陣レディスクラシック」の大会名で開催された。なお、2013年からはKKT杯バンテリンレディスオープンとして開催されている。

### 廃業
2023年3月1日、西陣・東京西陣販売・西陣販売の連名で、3社が廃業することを発表した。具体的な廃業期日は明らかにされていない。2023年4月1日以降のメンテナンスについてはソフィア（パチンコ台）、DAXEL（パチスロ機）とエース電研（補給機器）が引き続き行うことを明らかにしている。ホール設計を手掛ける西陣アーキテクトと九州西陣販売については、いずれも西陣の系列会社であるものの、西陣と資本関係がなく、社名変更した上で営業を継続している。

## パチンコ機種

### 旧要件機（主要機種）
- 1983年 - エレックスD-51
- 1985年 - レッドライオン
- 1988年 - ザ・拳法、魔界組
- 1989年 - ファンキー7
- 1990年 - パチンコ大賞
- 1991年 - ルーキーパステル
- 1992年 - 花鳥風月、CRうちどめくん/パーラーキング（初のCR機）
- 1993年 - CR花満開、春一番、春夏秋冬、オメデタブラザーズ
- 1994年 - CR球界王
- 1995年 - CRチキチキドリーム
- 1996年 - CR撃墜王
- 1997年 - CRラッキートマト
- 1998年 - CR花満伝説、CRパチンピック、CRメタルアーミー、CR忍々丸
- 1999年 - CRパーラーデルダス、CR熱血冒険王
- 2000年 - CR海百景、CRおばけらんど、CR遊遊悟空、CRめちゃイケナース
- 2001年 - CR花満、CR事件です!、バンバンジャンプ21
- 2002年 - CR新春一番、CR踊れ大酋長、CRレッドライオン
- 2003年 - CR海です
- 2004年 - CR花満開極、CR新海百景

### 2004年改正規則準拠機
| 機種名                                                | 発売年月   | 備考                                                       |
| ----------------------------------------------------- | ---------- | ---------------------------------------------------------- |
| CR人造人間キカイダー                                  | 2005年2月  | 初の新要件機、初のタイアップ機                             |
| CR肩MOMI娘隊                                          | 2005年4月  |                                                            |
| CR爆走ROUTE241                                        | 2005年6月  |                                                            |
| CRウッチャンナンチャン                                | 2005年7月  |                                                            |
| CR花いち                                              | 2005年8月  | 一般電役                                                   |
| CR紅外伝                                              | 2005年10月 |                                                            |
| CR春夏秋冬                                            | 2005年12月 |                                                            |
| 花満開煌                                              | 2006年4月  |                                                            |
| CR爆走ROUTE241羽根物編                                | 2006年6月  | 羽根モノタイプ                                             |
| CRジャッキー・チェン                                  | 2006年7月  |                                                            |
| CR小柳ルミ子                                          | 2006年9月  |                                                            |
| CR幻魔大戦                                            | 2006年11月 |                                                            |
| CR女の華道                                            | 2006年11月 |                                                            |
| CRダンスブレイク                                      | 2006年11月 | 一般電役                                                   |
| CRキカイダーVSハカイダー                              | 2006年12月 | 羽根モノタイプ                                             |
| CRキャッツアイ                                        | 2007年1月  |                                                            |
| CR猿の惑星                                            | 2007年4月  | 新枠「JF」導入                                             |
| CR海百景                                              | 2007年7月  |                                                            |
| CR裸の大将放浪記                                      | 2007年8月  |                                                            |
| CR球界王                                              | 2007年10月 | バトルスペック                                             |
| CRマスク                                              | 2007年12月 |                                                            |
| CR花満開                                              | 2008年2月  | 三番昇舞 壱ノ舞                                            |
| CR春夏秋冬                                            | 2008年5月  | 三番昇舞 弐ノ舞                                            |
| CRポップカルチャー                                    | 2008年8月  |                                                            |
| CR春一番                                              | 2008年10月 | 三番昇舞 参ノ舞                                            |
| CR交響詩篇エウレカセブン                              | 2009年1月  | バトルスペック                                             |
| CRAパチンコ大賞                                       | 2009年2月  | 直撃大当たり搭載の羽根モノタイプ                           |
| CR009-1                                               | 2009年2月  | バトルスペック                                             |
| CRキカイダー01                                        | 2009年5月  |                                                            |
| CR桃キュン剣                                          | 2009年6月  |                                                            |
| CRAサンバDEソヨリーナ                                 | 2009年9月  | 直撃大当たり搭載の羽根モノタイプ                           |
| CR決戦 -天翔る覇者-                                   | 2009年11月 | 新枠「豪傑」導入                                           |
| CR RED ZONE                                           | 2010年1月  |                                                            |
| CR舞-HiME                                             | 2010年3月  |                                                            |
| CR新造人間キャシャーン                                | 2010年4月  |                                                            |
| CR築地魚河岸三代目                                    | 2010年7月  |                                                            |
| CRめちゃ萌え                                          | 2010年8月  |                                                            |
| CR豪血寺一族                                          | 2010年9月  |                                                            |
| CR花鳥風月 森羅万象を司る賢者達                       | 2010年11月 |                                                            |
| CR決戦 -戦国制覇の道-                                 | 2011年1月  |                                                            |
| CR花満開 麗                                           | 2011年4月  |                                                            |
| CR春夏秋冬 祭                                         | 2011年8月  |                                                            |
| CR輝DREAM                                             | 2011年9月  |                                                            |
| CR 07-GHOST                                           | 2012年1月  |                                                            |
| CR交響詩篇エウレカセブン spec2                        | 2012年2月  |                                                            |
| CR花満開 彩                                           | 2012年3月  |                                                            |
| CR SAMURAI 7                                          | 2012年7月  |                                                            |
| CR春一番                                              | 2012年10月 |                                                            |
| CR BLASSREITER                                        | 2013年2月  |                                                            |
| CR花満開 極上                                         | 2013年6月  | 新枠「威吹」導入                                           |
| CR春夏秋冬 極上                                       | 2013年11月 |                                                            |
| CR交響詩篇エウレカセブン〜真の約束の地〜              | 2014年2月  |                                                            |
| CR春一番〜こいこい八〜                                | 2014年7月  |                                                            |
| CRモモキュンソード〜星と黄金の太刀〜                  | 2014年9月  |                                                            |
| CRモンキーターン 誰よりも速く!                        | 2014年10月 |                                                            |
| CR夜王                                                | 2015年1月  |                                                            |
| CR蘇りパチンコ〜花満開〜                              | 2015年5月  | 4種類（初代 花満開・麻王・花鳥風月・球界王）の演出を選べる |
| CRキカイダーS.I.C.                                    | 2015年6月  |                                                            |
| CR蘇りパチンコ〜春夏秋冬〜                            | 2015年8月  |                                                            |
| CRゴールデンゲート                                    | 2015年10月 |                                                            |
| CRAヘブンブリッジ                                     | 2015年11月 | 羽根モノ                                                   |
| CR交響詩篇エウレカセブン〜真の約束の地〜 アネモネVer. | 2015年11月 | 業界初「スーパー小当りラッシュ」搭載                       |

### 2016年内規準拠機
| 機種名                                       | 発売年月   | 備考                                 |
| -------------------------------------------- | ---------- | ------------------------------------ |
| CRベルサイユのばら 遙かな時を超えて          | 2015年12月 |                                      |
| CR沖きゅんそーれ                             | 2016年1月  |                                      |
| CRモンキーターン 神速の勝利者                | 2016年2月  |                                      |
| CR織田信奈の野望                             | 2016年4月  |                                      |
| CRモモキュンソード3                          | 2016年5月  |                                      |
| CRAさくらももこ劇場 ミラくるずきんちゃん     | 2016年9月  | 甘デジ専用機種                       |
| CRゴールデンゲート BLACK                     | 2016年10月 |                                      |
| CR春夏秋冬〜HIGHビスカス〜                   | 2017年1月  |                                      |
| CR麻王DX                                     | 2017年2月  |                                      |
| CR花満開 天之舞                              | 2017年4月  |                                      |
| CR恋姫夢想                                   | 2017年5月  |                                      |
| CRおばけらんど                               | 2017年6月  |                                      |
| CR春一番〜極上の花道〜                       | 2017年8月  |                                      |
| CR桃剣斬鬼 あたし!鬼にはめっぽう強いんですぅ | 2017年10月 |                                      |
| CR ALL2025 with 100                          | 2017年11月 |                                      |
| CR春夏秋冬2400 with さくらももこ劇場         | 2018年2月  |                                      |
| CRモンキーターン4                            | 2018年3月  |                                      |
| CR金の花満開                                 | 2018年3月  |                                      |
| CR織田信奈の野望II                           | 2018年5月  |                                      |
| CRケロロ軍曹 パチンコホール侵略であります!   | 2018年10月 | 甘デジスペックは2018年規則対応機種。 |

### 2018年改正規則準拠機
| 機種名                                     | 発売年月   | 備考                                                                         |
| ------------------------------------------ | ---------- | ---------------------------------------------------------------------------- |
| Pモモキュンtheドラム                       | 2018年11月 | 初の6段階設定機                                                              |
| P春一番〜花札昇舞〜                        | 2019年1月  | 6段階設定                                                                    |
| Pベルサイユのばら〜革命への序曲〜          | 2019年1月  | 設定非搭載・3段階設定の2スペック                                             |
| P V王                                      | 2019年3月  |                                                                              |
| P Rewrite                                  | 2019年4月  | 6段階設定、新枠「戦舞」導入                                                  |
| PハイスクールD×D                           | 2019年5月  | 設定非搭載・6段階設定の3スペック                                             |
| Pおばけらんど怪                            | 2019年8月  | 一部スペックは威吹枠                                                         |
| Pツインループ花満開                        | 2019年10月 |                                                                              |
| P 13日の金曜日                             | 2019年12月 |                                                                              |
| P春夏秋冬                                  | 2020年1月  |                                                                              |
| P光れ!デカビスカス                         | 2020年4月  | 威吹枠                                                                       |
| Pモモキュンソード                          | 2020年6月  | 遊タイム搭載                                                                 |
| Pおばけらんど怪GLS                         | 2020年8月  |                                                                              |
| Pおばけらんど怪GL                          | 2020年8月  |                                                                              |
| P結城友奈は勇者である                      | 2020年11月 | エース電研製、戦舞枠ベースのエース電研向けの新筐体「天覇」導入、遊タイム搭載 |
| P春一番～恋絵巻～                          | 2021年1月  | 遊タイム搭載                                                                 |
| PモンキーターンV                           | 2021年3月  | 遊タイム搭載                                                                 |
| P織田信奈の野望 全国版                     | 2021年5月  | エース電研製、天覇枠、遊タイム搭載                                           |
| Pモモキュンソード 閃撃                     | 2021年8月  |                                                                              |
| P花満開 月光 THE FINAL                     | 2021年10月 | C時短搭載                                                                    |
| P刀使ノ巫女                                | 2022年2月  | エース電研製、遊タイム搭載                                                   |
| Pおばけらんど2022                          | 2022年2月  | 遊タイム搭載                                                                 |
| PハイスクールD×D 真紅                      | 2022年3月  | C時短搭載                                                                    |
| P結城友奈は勇者である ALLRUSH              | 2022年4月  | エース電研製                                                                 |
| P結城友奈は勇者であるALL RUSH SWEET 77ver. | 2022年7月  |                                                                              |
| P刀使ノ巫女ZCa 319ver.                     | 2022年8月  |                                                                              |
| P刀使ノ巫女GCAa 甘デジver.                 | 2022年8月  |                                                                              |
| Pモモキュンソード閃撃GCA                   | 2022年9月  |                                                                              |
| PモンキーターンIV 超抜                     | 2022年11月 | エース電研製                                                                 |
| P桃剣閃撃 極                               | 2023年1月  |                                                                              |

出典：パチンコ機種情報（パチンコビレッジ）／機種インデックス（P-WORLD）

## パチスロ機種
- 2002年 - ガイアマックス（初参入機）、パチスロ大賞
- 2003年 - 一番太鼓
- 2007年 - スロット花満開（初の5号機）、スロット春夏秋冬
- 2008年 - スロット レッドライオン
- 2011年 - チェリーパラダイス（ソフィアブランド）
- 2013年 - ひまわりパラダイス（ソフィアブランド）
- 2022年 - パチスロ春一番[12]

（初の6号機、製造:DAXEL、筐体はSNK製）
- 2023年 - Sモモキュンソード（6.5号機、製造:DAXEL）